# George Monro
George Monro (ca. 1700 – 1757) was een Schots officier in het Britse leger, vooral bekend vanwege zijn verdediging van Fort William Henry tijdens de Franse en Indiaanse Oorlog.

## Biografie
Monro werd geboren rond 1700 in Schotland. Hij trad in dienst bij het Britse leger en bereikte de rang van luitenant-kolonel. Tijdens de Franse en Indiaanse Oorlog, het Noord-Amerikaanse deelconflict van de Zevenjarige Oorlog, kreeg hij het commando over Fort William Henry, strategisch gelegen aan het zuidelijke uiteinde van Lake George in de kolonie New York.
In augustus 1757 werd Fort William Henry belegerd door een grote Franse strijdmacht onder leiding van generaal Louis-Joseph de Montcalm, ondersteund door inheemse bondgenoten. Monro verdedigde het fort zes dagen lang, maar werd uiteindelijk gedwongen te capituleren. Montcalm bood hem en zijn garnizoen eervolle voorwaarden voor de aftocht.
Tijdens de terugtocht naar Fort Edward werden de Britse troepen echter overvallen door inheemse bondgenoten van de Fransen, wat resulteerde in het zogeheten bloedbad bij Fort William Henry. Daarbij kwamen vele soldaten en burgers om het leven. Monro overleefde de aanval en keerde terug naar Albany, waar hij later in 1757 overleed, vermoedelijk door ziekte en uitputting.

## In populaire cultuur
George Monro werd een bekend figuur in de literatuur door de roman The Last of the Mohicans (1826) van James Fenimore Cooper, waarin de belegering van Fort William Henry een centrale rol speelt. Daarnaast verschijnt hij als personage in het computerspel Assassin’s Creed Rogue (2014).